# 莉莉·施瓦茨科普夫
莉莉·施瓦茨科普夫（德語：Lilli Schwarzkopf，1983年8月28日—），德国女子田径运动员。她曾代表德国参加2008年和2012年夏季奥林匹克运动会田径比赛，其中2012年奥运会获得一枚银牌。